# Sten og jordtyper

## Typer af jord og dennesbestanddele
- Agerjord
- Al
- Brunjord
- Drypsten
- Enkeltkornstruktur
- Frådsten
- Førne
- Gødning
- Jord
- Jordbund
- Jordkolloid
- Jordlag
- Jordpartikler
- Jordtype
- Humus
- Huminsyre
- Krummestruktur
- Lerjord
- Morr
- Mosejord
- Mudder
- Muld
- Organisk materiale
- Overjord
- Råjord, råjordsplanum
  - Kalk
  - Sand
  - Størrelser:
    - Sten
    - Grus
    - Grovsand
    - Finsand
    - Silt
    - Ler
- Sandjord
- Tørv
- Tørvemos

## Jordforarbejdning
- Dybdepløjning
- Grubning
- Reolpløjning

## Jordkarakterisering
- C/N-forhold
- Jordbundsforhold
- Jordprofil
- Jordstruktur
- Jordtekstur
- Krummestruktur
- Lv
- Porøsitet

## Typer af sten – råjord
- Basalt
- Feldspat
- Flint
- Gnejs
- Granit
- Lava
- Marmor
- Pimpsten
- Rav
- Sandsten
- Skifer
- Stenart
- Silikat
  - Kvarts
    - Bjergkrystal
    - Flint
- Størrelser:
  - Sten
  - Grus
- Ædelsten